# Embolotherium
Embolotherium (do grego embolê + Thêrion "besta aríete") é um gênero extinto de brontothere que viveu na Mongólia e Paquistão durante o período Eoceno. É facilmente reconhecido por uma grande protuberância óssea que emana da parte frontal do crânio. Esta protuberância assemelha-se a um aríete, proporcionando assim a razão para o nome Embolotherium. O animal é conhecido graças apenas a 12 crânios, diversas mandíbulas, e uma variedade de outros elementos do esqueleto da formação Gochu Ulan da Mongólia Interior e da Dzo Irgilin da Mongólia Exterior.

## Fósseis

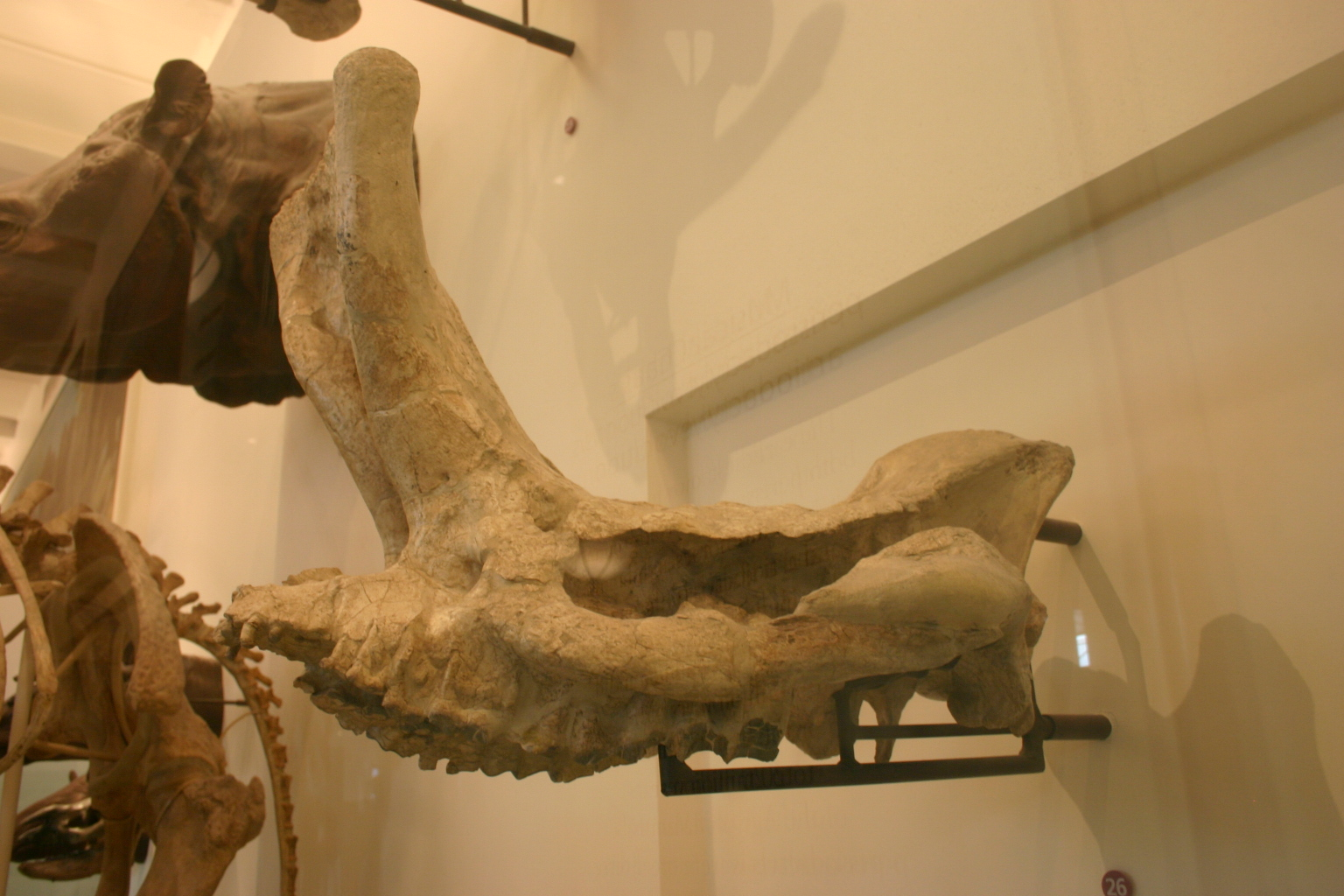
Crânio de um E. andrewsi

Ainda não foram encontrados esqueletos completos de Embolotherium, mas se compararmos os crânios de outros membros da família Brontotheriidae, tinha provavelmente cerca de 2,5 metros de altura nos ombros. Ao contrário de muitos dos outros brontotérios do Eoceno Superior, não há provas claras de que Embolotherium tivesse dimorfismo sexual. Todos os espécimes conhecidos têm grandes protuberâncias ósseas no crânio. Portanto, juntamente com o fato de as protuberâncias serem ocas e frágeis em comparação com os chifres sólidos e resistentes de brontotérios norte-americanos, como Brontotherium, não parece provável que a protuberância tenha servido como arma para competição entre machos. Pelo contrário, poderia ter tido uma função não sexual, como a simples ostentação para outros Embolotherium. Outra teoria diz que pode ter servido como um amplificador na produção de som. Esta hipótese é sugerida pelo fato de a cavidade óssea nasal se estender até à protuberância, implicando assim, que a câmara nasal estivesse extremamente elevada, possivelmente criando uma câmara de ressonância.

## Espécies e outros Parentes

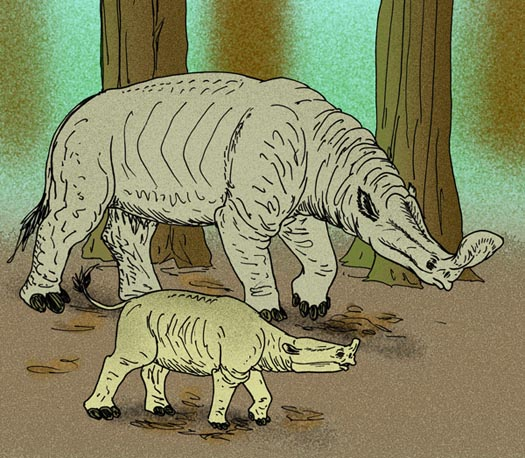
Embolotherium grangeri com uma cria.

Diversas espécies de Embolotherium foram classificadas, incluindo Embolotherium andrewsi, Embolotherium grangeri, Embolotherium louksi, Embolotherium ultimum, Embolotherium ergilensi e Embolotherium efremovi. No entanto, apenas duas espécies, Embolotherium andrewsi e Embolotherium grangeri, parecem ser válidas. Outras espécies de supostos Embolotherium provavelmente são sinónimos destas duas espécies e foram baseados em crânios juvenis e em material fóssil mal conservado, ou espécimes que não são significativamente diferentes de E. andrewsi ou E. grangeri.
Outro género de brontothere são Titanodectes, que foi classificado para vários mandíbulas encontrados nos mesmos depósitos sedimentares do Embolotherium, provavelmente representa o mesmo animal que E. grangeri. Protembolotherium é outro gênero intimamente relacionado a partir do Eoceno Médio, que se distingue por uma protuberância visivelmente menor.